# Picea mariorika
Picea mariorika là một loài thực vật hạt trần trong họ Pinaceae. Loài này được Boom mô tả khoa học đầu tiên năm 1959.